# Керамзитова сировина Дніпропетровської області
Керамзитова сировина Дніпропетровської області
Джерелом керамзитової сировини в Дніпропетровській області є розкрив родовищ марганцевих руд в Нікопольському марганцеворудному басейні: східна частина басейну, кар’єрні поля Орджонікідзевського ГЗК – Запорізьке, Шевченківське, Північне, Чкаловське, Богданівське. Керамзитові глини  приурочені до палеогенової і неогенової системи.

## Загальний опис
Відклади палеогенової системи в межах Нікопольського марганцеворудного басейну представлені нікопольськими верствами олігоцену (Р3nk), які в свою чергу підрозділяються на три горизонти: підрудний, рудний і надрудний. Надрудний горизонт представлений зеленувато-сірими і світло-зеленими щільними пластичними глинами і в верхній частині містить товщу керамзитових глин. Поширені  в межах басейну, потужність 0,8 – 9,0 м.
Неогенова система представлена породами міоцену (томаківські, чокракські, караганські, конкські, сарматські, топіловські відклади) і пліоцену (новоросійські і косовські відклади). 
Нерозчленовані відклади томаківських верств і чокракського горизонту залягають на надрудних керамзитових глинах і характеризуються повсюдним поширенням. Вони представлені зеленувато-сірими і зеленими  піщанистими глинами, нерідко бурими включеннями гідроксидів заліза і прошарками вапнякових глин. Потужність відкладів 2-12 м.
Караганські верстви (N1kr) зложені щільними пластичними і грудкуватими глинами зеленого і яблучно-зеленого кольору з включеннями глауконіту. В районі Грушевського родовища до цих верств приурочені керамзитові глини. Потужність верств 2-4 м.
Конкський горизонт (N1kn) представлений темно-зеленими, щільними глинами з прошарками темно-зелених кварцових пісків. Потужність горизонту 3-5 м.
В районі Північного, Чкалівського, Шевченківського і Запорізького родовищ відклади томаківських, караганських верств і конкського горизонту відсутні.
Нерозчленовані нижньо-сарматські відклади (N1s1-2) повсюдно представлені сірими, темно-сірими, чорними тонковерствуватими глинами, верствою вапняку-черепашнику, темно-зеленими глинами з великою кількістю черепашичного детриту. Потужність 2-8 м.
Верхньосарматський під’ярус (N1s3) представлений товщею зеленувато-сірих, сірих і жовтувато-сірих вапнистих, ділянками піщаних  глин с прошарками жовтувато-білих і світло-сірих мергелів різної потужності. В покрівлі вапнистих глин залягає товща керамзитових глин потужністю 1,5-6,5 м. Потужність верхньосарматської товщі від 2-3 м до 15-25 м.
Топілівські верстви (N1tp) залягають безпосередньо на керамзитових глинах верхньосарматського під’ярусу і представлені світло-сірими і зеленувато-сірими вапнистими глинами з прошарками ущільнених мергелів. Потужність 2,5 – 12 м.
Нижньопліоценові відклади розповсюджені тільки в межах Грушевського і Хасанського родовищ, а на останній території не виділяються.
Новоросійський під’ярус (N2nv) складений вапняками-черепашниками потужністю до 7,5 м.
Косовські верстви (N2ks) – щільними глинами з включеннями мергелів потужністю 3-5 м.
Середньо пліоценові – нижньочетвертинними відкладами (N22 – Q) представлені товщею червоно-бурих глин, потужністю до 18 м.
Четвертинні відклади (Q1-1V) розвинуті повсюдно і представлені товщею жовто-бурих і червоно-бурих середньочетвертинних суглинків, лесовидних палево-жовтих і буровато-жовтих ущільнених верхньочетвертинних суглинків. Загальна потужність відкладів антропогену 15-22 м.
Як керамзитову сировину можуть бути використані також широко розповсюджені на території  області четвертинні глини і суглинки, але через мінливу якоість і обмежені запаси на кожній окремій дільниці, вони не можуть служити джерелом для створення великих мінерально-сировинних баз.
Балансом запасів на території області враховано два родовища керамзитової сировини розташованих в вскриші Нікопольського марганцеворудного басейну: Запорізьке – з запасами по категоріях А+В+С1 – 9 724 тис.м3 і Шевченківське з запасами сировини по категоріях А+В+С1 – 55 700 тис.м3. Загальні запаси сировини, враховані балансом. складають по категоріях А+В+С1 – 65 424 тис.м3. Крім того, на Грушевському родовищі ведеться видобуток з нерозвіданих запасів в кількості 2 567 тис.м3, з них втрати при видобутку складають 2 104 тис.м3.
Загальні запаси по Нікопольському марганцеворудному басейну складають, тис.м3: по категорії В – 5 673,8; по категорії С1 – 258 426,1; С2 – 10 040,8; В+С1+С2 – 274 140,7.